# Max Showalter
Max Showalter (* 2. Juni 1917 in Caldwell, Kansas; † 30. Juli 2000 in Middletown, Connecticut), zeitweiliges Pseudonym Casey Adams, war ein US-amerikanischer Schauspieler und Komponist.

## Leben und Karriere
Max Showalter ging an der High School seiner kleinen Heimatgemeinde Caldwell zur Schule, wurde in der zweiten Hälfte der 1930er Jahre am kalifornischen Pasadena Playhouse ausgebildet und sammelte dort auch erste Schauspielerfahrungen. Im November 1939 erreichte er den Broadway, wo er seinen dortigen Einstand mit dem Lowell Pennyfeather in dem Musical Very Warm for May gab. Bis er zum Jahresbeginn 1949 zu Film und Fernsehen wechselte, sah man Showalter in den Stücken My Sister Eileen, Show Boat, John Loves Mary und Make Mine Manhattan. In späteren Jahren spielte Showalter unter anderem in einer Musicalversion von Truman Capotes Die Grasharfe, die wegen großer Erfolglosigkeit nach nur sieben Vorstellungen Anfang November 1971 abgesetzt wurde, und war vier Jahre zuvor als Horace Vandergelder (Zweitbesetzung) im Broadway-Hit Hello, Dolly! zu sehen, was wahrscheinlich seine wichtigste Theaterrolle war. Max Showalter diente im Zweiten Weltkrieg und betätigte sich insbesondere bei der Truppenunterhaltung, wobei er mit Irving Berlins This Is the Army tourte.
Bereits 1949 wandte Showalter sich dem sehr jungen Fernsehen zu, wo er unter anderem in zahlreichen Live-Fernsehspielen auftrat. 1949 machte er sein Kinodebüt als Füllerverkäufer in der Komödie Tritt ab, wenn sie lachen neben Milton Berle. Zwischen 1952 und 1962 wurde er bei vielen Filmen auch unter dem Pseudonym „Casey Adams“ in den Credits erwähnt: Dies geschah, weil er bei 20th Century Fox zwar einen Studiovertrag erhalten hatte, die Verantwortlichen dort seinen Geburtsnamen allerdings für eines Filmstars untauglich befanden. Bald nach dem Ende seines Vertrages bei Fox legte Showalter das Pseudonym allerdings wieder ab.
Bis 1984 war Showalter in über 100 Film- und Fernsehproduktionen zu sehen, sowohl in kleineren als auch größeren Nebenrollen, wobei er besonders oft im Komödiengenre arbeitete. Einen seiner bekanntesten und auch größten Auftritte hatte er als Ehemann von Jean Peters in dem Film-noir-Klassiker Niagara aus dem Jahr 1952. In Niagara war auch Marilyn Monroe zu sehen, mit der Showalter vier Jahre später ebenfalls die Komödie Bus Stop drehte (hier war Showalters Rolle eines Reporters allerdings deutlich kleiner). Eine seltene Hauptrolle hatte er an der Seite von Lon Chaney junior in dem billig produzierten Horrorfilm Der Würger von Sing-Sing von 1956. Neben Kinofilmen übernahm er auch Gastrollen in zahlreichen Fernsehserien wie Twilight Zone, Perry Mason, Verliebt in eine Hexe, Kojak – Einsatz in Manhattan und Quincy.
Seine letzte Filmrolle spielte Showalter als Großvater von Molly Ringwalds Figur in der 1984 erschienenen John-Hughes-Komödie Das darf man nur als Erwachsener. Den Lebensabend verbrachte er ab 1984 in der Kleinstadt Chester in Connecticut, wo er sich beim Lokaltheater engagierte und auch seine enge Freundin Katharine Hepburn gelegentlich besuchte. Zum Jahresbeginn 1985 lief am Broadway das Musical Harrigan ’n Hart mit der Musik von Showalter, doch erwies sich die Produktion als derart erfolglos, das es nach nur vier Vorstellungen Anfang Februar desselben Jahres vom Spielplan genommen wurde.
Max Showalter starb im Juni 2000 im Alter von 83 Jahren an den Folgen von Krebs.

## Filmografie (Auswahl)
- 1948: The Swift Show (Fernsehserie)
- 1949: Tritt ab, wenn sie lachen (Always Leave Them Laughing)
- 1952: Mit einem Lied im Herzen (With a Song in My Heart)
- 1952: What Price Glory
- 1952: Liebe, Pauken und Trompeten (Stars and Stripes Forever)
- 1953: Niagara
- 1953: Durch die gelbe Hölle (Destination Gobi)
- 1953: Gefährliche Überfahrt (Dangerous Crossing)
- 1954: Das unsichtbare Netz (Night People)
- 1954: Schwaches Alibi (Naked Alibi)
- 1954: Drei dunkle Straßen (Down Three Dark Streets)
- 1955: Gelbe Rose von Texas (The Return of Jack Slade)
- 1956: Nur Du allein (Never Say Goodbye)
- 1956: Der Würger von Sing-Sing (Indestructible Man)
- 1956: Bus Stop
- 1957: Massaker (Dragoon Wells Massacre)
- 1957: Warum hab’ ich ja gesagt? (Designing Woman)
- 1957: Erwachsen müßte man sein (Leave It to Beaver, Fernsehserie, Pilotfolge)
- 1957: Alarm für Sperrzone 7 (The Monster That Challenged the World)
- 1957: Rauchende Colts (Gunsmoke, Fernsehserie, Folge 3x07)
- 1958: Die Nackten und die Toten (The Naked and the Dead)
- 1958: Die Stimme im Spiegel (Voice in the Mirror)
- 1958–1965: Perry Mason (Fernsehserie, 6 Folgen)
- 1959: Mit mir nicht, meine Herren (It Happened to Jane)
- 1960: Elmer Gantry
- 1960: The Real McCoys (Fernsehserie, Folge 3x30)
- 1961: The Andy Griffith Show (Fernsehserie, Folge 1x14)
- 1961: Rückkehr nach Peyton Place (Return to Peyton Place)
- 1961: Sommer und Rauch (Summer and Smoke)
- 1961: Twilight Zone (The Twilight Zone, Fernsehserie, Folge 3x08)
- 1962: Hawaiian Eye (Fernsehserie, Folge 3x27)
- 1962: Champagner in Paris (Bon Voyage!)
- 1962: Music Man (The Music Man)
- 1962/1964: Dr. Kildare (Fernsehserie, 2 Folgen)
- 1963: Eine zuviel im Bett (Move Over, Darling)
- 1964: Bezwinger des Todes (Fate is the Hunter)
- 1964: … und ledige Mädchen (Sex and the Single Girl)
- 1965: Wie bringt man seine Frau um? (How to Murder Your Wife)
- 1965: Verliebt in eine Hexe (Bewitched, Fernsehserie, Folge 2x08)
- 1966: Mollymauk, der Wunderknabe (Lord Love a Duck)
- 1969: A Talent for Loving
- 1970: Whisky brutal (The Moonshine War)
- 1971: Der Anderson-Clan (The Anderson Tapes)
- 1972: Töchter des Bösen (Bonnie’s Kids)
- 1975: How to Succeed in Business Without Really Trying (Fernsehfilm)
- 1975: Kojak – Einsatz in Manhattan (Kojak, Fernsehserie, Folge 3x11)
- 1978: Quincy (Quincy, M.E., Fernsehserie, Folge 3x20)
- 1978: Sgt. Pepper’s Lonely Hearts Club Band
- 1979: Zehn – Die Traumfrau (10)
- 1980: The Stockard Channing Show (Fernsehserie, 11 Folgen)
- 1981: Der unglaubliche Hulk (The Incredible Hulk, Fernsehserie, Folge 4x10)
- 1982–1983: Love Boat (The Love Boat, Fernsehserie, 2 Folgen)
- 1984: Die Zeit verrinnt, die Navy ruft (Racing with the Moon)
- 1984: Das darf man nur als Erwachsener (Sixteen Candles)